# Eulemur collaris
Lémur à collier roux
Espèce
Répartition géographique
Statut de conservation UICN

 EN A2cd+3cd+4cd : En danger
Statut CITES
Le Lémur (ou Maki) à collier roux (Eulemur collaris) est une espèce de primate lémuriforme appartenant à la famille des Lemuridae.
Il était anciennement considéré comme une sous-espèce d'Eulemur fulvus (Eulemur fulvus collaris).

## Description

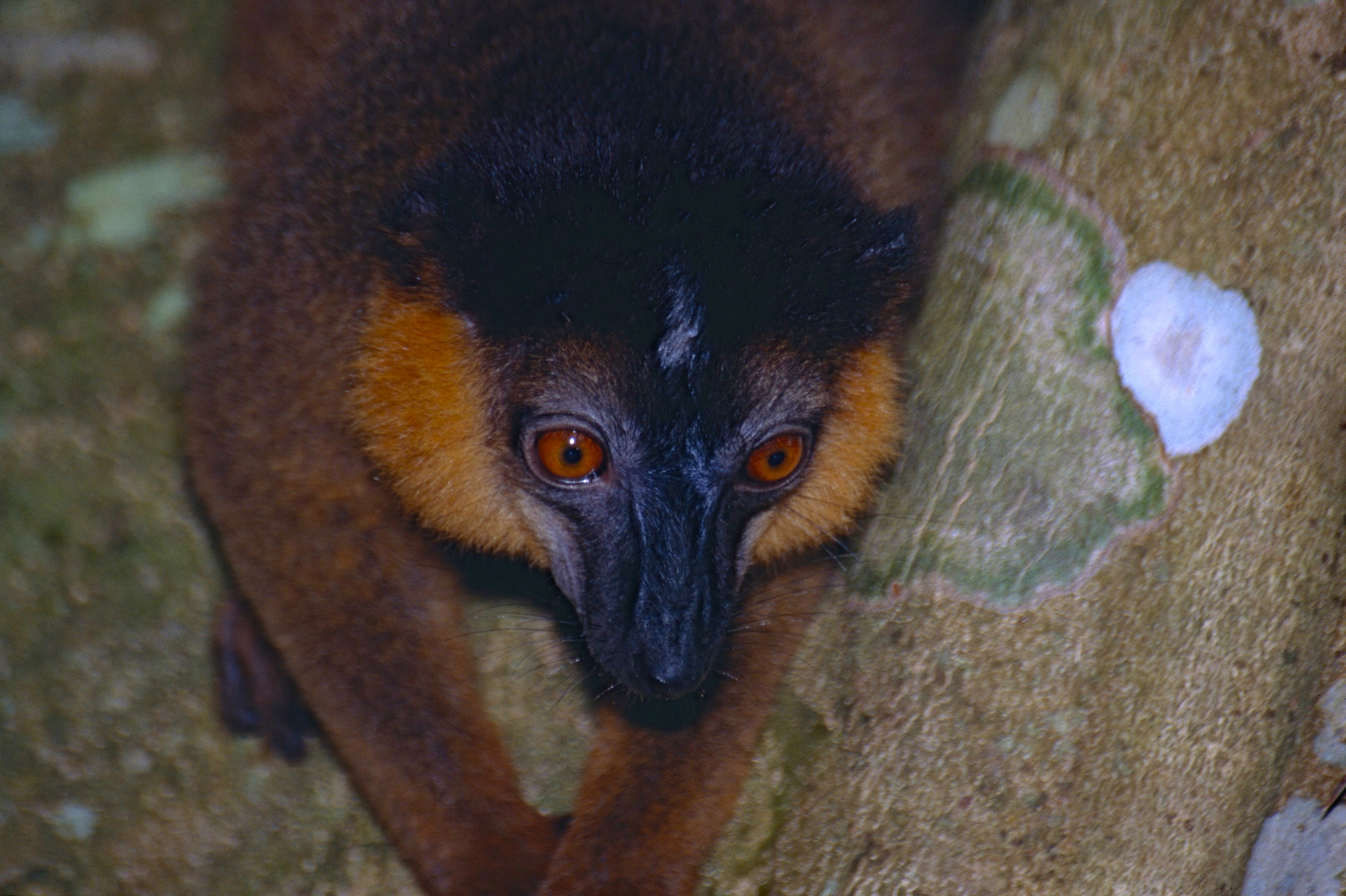
Lémur à collier roux (réserve de Nahampoana, Madagascar)

## Alimentation
Ce lémurien est largement frugivore, il se nourrit également de fleurs et de jeunes feuilles dans de petites proportions. Il se nourrit majoritairement des genres Syzygium, Dypsis et Uapaca.